# Marcel Mariën
Œuvres principales
- Théorie de la révolution mondiale immédiate
- Le Radeau de la mémoire
- La Marche palière
- L'Activité surréaliste en Belgique

Marcel Mariën, né le 29 avril 1920 à Anvers et mort le 19 septembre 1993 à Bruxelles, est un écrivain surréaliste belge, poète, essayiste, éditeur, photographe, cinéaste, créateur de collages et d'objets insolites. Il est en 1979 le premier historien du surréalisme belge.

## Biographie
Né à Anvers d'une mère wallonne, couturière, et d'un père flamand, manœuvre d'usine souvent chômeur, Marcel Mariën est mis en nourrice. Il entre en 1933 au lycée d'Anvers où il éprouve des difficultés d'adaptation, l'enseignement y étant entièrement donné en néerlandais. À quatorze ans il lit L'Émile de Jean-Jacques Rousseau, Le jour de ses quinze ans, il est placé comme apprenti chez un photographe et s'essaie lui-même à la photographie. La même année, il fréquente l'École populaire supérieure pour les travailleurs et rencontre dans une exposition à Anvers deux tableaux de René Magritte. En 1936, il lit Mémoires écrits dans un souterrain de Dostoïevski, découvre les livres et les revues surréalistes, commence à écrire des poèmes dans leur esprit. Coursier et gratte-papier chez un agent de change dont il détourne quelques sommes, il va en 1937 voir, à vélo depuis Anvers, René Magritte chez lui à Jette, 135 rue Esseghem, y rencontre le même jour Paul Colinet puis, place de Brouckère, Louis Scutenaire, Irène Hamoir, Paul Nougé, et participe en septembre à l'exposition surréaliste organisée par E. L. T. Mesens à Londres. Il y expose son premier objet, L'introuvable (titre donné par Magritte), ses lunettes, qu'il vient de casser, réduites à un seul verre et deux branches. 
Faisant à partir de janvier 1939, pour dix-sept mois, son service militaire à Anvers, Mariën collabore en janvier 1940 à L'Invention collective de Magritte et Ubac. Lors de l'invasion de la Belgique, il soigne les blessés à l'hôpital d'Anvers avant d'être évacué en mai, transportant avec lui deux grandes valises bourrées de livres dont il réussira à ne pas se séparer. Replié sur Dunkerque et Berck, il est fait prisonnier, regagnant à pied Anvers puis traversant la Belgique en camion, mené en train à Nuremberg puis au camp de Görlitz en Haute-Silésie, affecté près de Hohenelbe (Vrchlabi, en tchèque) au déboisement et au terrassement. Après neuf mois de captivité, il est en 1941 libéré à Anvers, part retrouver à Bruxelles (à bicyclette) Magritte, Nougé, Scutenaire, Ubac et rencontre Christian Dotremont. Il fonde alors les éditions L'Aiguille aimantée (nom donné par Nougé) qui publient notamment Moralité du sommeil de Paul Éluard, avec trois dessins de Magritte, et il fait la connaissance d'« Elisabeth » (Altenloh) qui est durant dix ans l'une de ses passions les plus durables et dont il élève l'un des deux fils.
Mariën participe rapidement avec Scutenaire et Nougé à l'invention des titres des peintures de Magritte. À partir de 1942, il se rend fréquemment à Paris transportant clandestinement pour un commerce illégal des toiles de Renoir, Picasso, Léger, Chirico ou Magritte. « De 1942 à 1946, je vendis un nombre important de dessins et de tableaux, attribués principalement à Picasso, Braque, Chirico, tous confectionnés par Magritte », écrit-il lui-même. Il peut ainsi publier plusieurs ouvrages sous l'enseigne Le Miroir infidèle. Autour de la revue La Main à plume, il rencontre à Paris Queneau, Leiris, le peintre Dominguez. En août 1943 il publie la première biographie de Magritte dont il défendra en 1947, dans Les corrections naturelles, la « période Renoir ». À Louvain, il prononce avec Christian Dotremont une conférence sur le surréalisme. En 1945, Mariën collabore à la revue Le Ciel bleu avec Paul Colinet et Dotremont, commence de publier avec Magritte une série de prospectus et tracts mystificateurs et subversifs (L'imbécile, L'emmerdeur et L'enculeur, ces deux derniers saisis par la poste), publie La terre n'est pas une vallée de larmes (Breton, Char, Colinet, Dominguez, Dotremont, Éluard, Irène Hamoir, Magritte, Picasso, Queneau, Scutenaire, Ubac) et, en 1946 et 1947, édite la collection Le Miroir infidèle.
En 1948, Mariën s'installe comme bouquiniste à Schaerbeek (Au Miroir d'Elizabeth, allusion au nom de la Place de la Reine où son échoppe est située et au prénom de sa compagne Elizabeth Altenloh, sur une suggestion de Nougé), survivant grâce à des travaux de dactylographie. Il envisage avec Nougé la reprise de Correspondance. « Par nécessité autant que par désespoir sentimental », il s'engage en décembre 1951 à Rotterdam comme garçon de mess sur le « Silver Ocean », battant pavillon suédois, cargo équipé de cales frigorifiques pour le transport des fruits. Il fait ainsi la navette entre les Antilles françaises (Fort-de-France ou Basse-Terre) et la Normandie (Rouen ou Dieppe), pratiquant la contrebande de cigarettes et de parfums. Son retour à Bruxelles est fêté le 8 mars 1953 par un banquet, chez Geert van Bruaene, auquel participent Goemans et Colinet, E. L. T. Mesens, René et Georgette Magritte, Irène Hamoir et Louis Scutenaire. Mariën vit alors quelque temps avec une prostituée du quartier de la gare du Nord, écrit des articles pour le conseiller culturel soviétique, écoule sur la proposition de René Magritte, avec son frère Paul Magritte, un stock de 500 faux billets de 100 francs belges qu'il assure dans ses mémoires avoir été dessinés et gravés par le peintre. En mars 1953, il rencontre Jane Graverol lors du vernissage d'une exposition de Magritte qu'elle organise dans la cave de Temps mêlés qu'a fondé en décembre 1952 André Blavier à Verviers. Durant une dizaine d'années il vivra avec elle une liaison tumultueuse. Ils fondent ensemble avec Nougé qu'ils ont recueilli, dévasté par l'alcoolisme, à Verviers, la revue Les Lèvres nues, subversive, et anticléricale, qui paraît en avril 1954. Il rompt la même année avec Magritte et publie en janvier 1956 Histoire de ne pas rire, recueil des écrits théoriques de Nougé. 
Mariën raconte encore dans ses mémoires une escroquerie dont il a l'idée en 1958. Au concours organisé par la société dans laquelle il travaille et patronné par une marque de poudre de lessive, il fait gagner, ayant la connaissance de la moitié des réponses, d'importantes sommes à des comparses. Le concours est cependant rapidement suspendu comme constituant une infraction à la réglementation des jeux de hasard. Avec ses gains illicites, Mariën, après avoir réalisé en 1958 un film expérimental de cinq minutes, Opus Zéro, produit et réalise en 1959 le film L'Imitation du cinéma, dont Tom Gutt est l'acteur principal, farce érotico-freudienne contre l'Église, qui provoque lors de sa projection le 15 mars 1960 un scandale suivi le 17 d'une plainte déposée au parquet de Bruxelles. Le film sera encore projeté à Liège, à Anvers dans une salle des fêtes et à Paris au Musée de l'Homme puis, la demande d'autorisation repoussée, interdit en France en février 1961. En juin 1962, Mariën confectionne contre Magritte le tract apocryphe Grande baisse, illustré d'un billet de cent francs à l'effigie du peintre, qui présente un barème définitif de ses œuvres à des prix dérisoires et mystifie jusqu'à André Breton. Ayant vendu tout ce qu'il possède, il part en 1963 pour les États-Unis tenter de rejoindre, en vain, une jeune nièce d'« Elizabeth ». Il s'y fait garde-malade, commis dans une librairie, dactylographe, et tente de vendre ses projets de films. Jane Graverol, dont il est séparé depuis quatre ans, le rejoint, mais ils se séparent de nouveau quelques mois plus tard. Tandis qu'elle rentre en Europe, Mariën traverse les États-Unis, de Philadelphie et Chicago à San Francisco.
En 1964, Mariën s'embarque pour le Japon puis Saïgon, non sans participer au passage selon ses mémoires à un trafic de lingots d'or, Singapour et Hong Kong. À partir de septembre il travaille durant seize mois à Pékin comme correcteur du journal de propagande La Chine en construction, croise Zhou Enlai, Tchen Yi et Deng Xiaoping, prenant rapidement une conscience « horrifiée », écrira-t-il, de « la supercherie monumentale du pseudo communisme chinois » et de « la condition authentiquement faite à l'homme » sous son régime qu'il dénoncera dans une série d'articles publiés dans Le Soir et dans le journal danois Politiken. Ayant rompu son contrat il passe par Hong Kong, le Viêt Nam, la Malaisie, l'Inde, le Pakistan et l'Égypte pour débarquer à Marseille en mars 1965. 
Rentré à Bruxelles, Mariën publie en 1966 L'Expérience continue de Paul Nougé et de très nombreux textes inédits des surréalistes belges dans Les Lèvres nues de 1968 à 1975 (douze numéros) et dans la collection Le Fait accompli (135 numéros), notamment les écrits de Magritte et le Journal de Nougé. Ses publications seront illustrées d'œuvres de Jane Graverol, Valentine Hugo, Hans Bellmer, Magritte, Yves Bossut et Claudine Jamagne. Une première exposition, Rétrospective et nouveautés, 1937-1967, présente en 1967 ses collages, de caractère érotique pour les uns, pornographique pour les autres, et ses objets, composés à partir de 1966. « J'ai nommé étrécissements les résultats d'un procédé que j'ai expérimenté pour la première fois au cours de l'été 1964. Manœuvrant à l'estime une paire de ciseaux, je découpais une image de magazine. […] L'arbitraire esthétique intervenait de façon inattendue — à mes yeux, hautement opportune — pour sauver de l'insignifiance et de la banalité des images particulièrement ingrates à l'état brut, soit qu'elles émanassent de simples prospectus publicitaires trouvés dans ma boîte à lettres, soit d'images sorties de magazines galants […]. », écrit Mariën. À la préface provocante qu'écrit alors Scutenaire, Mariën répondra en 1972 par une satire féroce de l'auteur des Inscriptions. Mariën se marie en août 1969 avec Gudrun Steinmann puis divorce. 
À l'occasion de la dixième biennale de poésie organisée en 1970 au casino de Knokke, il édite et distribue un carton composé de deux volets détachables, dont l'un avec la mention « Bon pour sauter une poétesse ». La même année il provoque une affaire judiciaire en dénonçant l'exposition de faux Magritte dans une galerie de Bruxelles. Pour avoir rappelé son passé de collaborateur des nazis, notamment comme critique d'art pour le journal de Léon Degrelle Le Pays réel il est, en 1973, traîné en justice par Marc Eemans mais, défendu par Tom Gutt, gagnera le procès en 1975. Cette action l'incitera à éditer en 1973 un long tract intitulé  Autant en rapporte le vent dans lequel il apporte une justification argumentée de son rappel du passé collaborationniste de Marc Eemans. Une nouvelle passion l'attache à Hedwige Benedis, qui meurt prématurément.
Mariën publie en 1979 l'ouvrage de référence sur l'histoire du surréalisme en Belgique, L'activité surréaliste en Belgique (1924-1950). Il multiplie dans ces années ses photographies de nus. En 1983, Georgette Magritte lui intente un procès à la suite de la publication du Radeau de la mémoire, dans lequel il raconte ses aventures avec Magritte et, en 1988, Irène Hamoir après l'édition d'éléments de la correspondance de Scutenaire (à propos de l'exclusion du groupe d'André Souris). Mariën, qui chaque fois répond par des tracts, n'en édite pas moins en 1990 l'ensemble des lettres que Scutenaire lui a adressées entre 1936 et 1976. 

Marcel Mariën meurt en 1993 d'un cancer, à la clinique César de Paepe à Bruxelles. Cinq personnes suivent le cercueil, dont « Bernadette », la kinésiste de Mariën qui, au-delà, s'occupait entièrement de sa maison, le conduisait dans ses courses et répondait à son besoin de photographier des nus artistiques, dans son grenier ou son jardin. Au cimetière de Schaerbeek, Christian Bussy fait graver sur sa tombe une phrase extraite de l'un de ses derniers carnets : 

« Il n'y a aucun mérite à être quoi que ce soit. »

## Postérité
Après sa mort une plaque « Marcel Mariën a passé dans cette maison les dernières années de sa vie », proposée par un admirateur, est apposée par le nouveau propriétaire à l'entrée de son logis rue André Van Hasselt à Schaerbeek. L'héritière anglaise de Mariën la jugeant inesthétique, son seul nom est alors barré et la reproduction d'une de ses œuvres, une clé dont le rond forme serrure, recouverte d'un cache.
Son activité incitera son adepte Jan Bucquoy à brûler en 1971, au grand dam de la presse culturelle, une gouache de Magritte valant 7 500 euros (et non une peinture de Magritte lors d'un happening en 1991) et à en coller les cendres sur une toile de façon à créer une nouvelle œuvre, Les Cendres de Magritte.

## Publications (sélection )
- Malgré la nuit, L'Aiguille aimantée, Anvers, 1940
- La Chaise de sable, L'Invention collective, Bruxelles, 1940
- L'Oiseau qui n'a qu'une aile, illustré de reproductions de Magritte, Ça ira, Anvers, 1941
- Magritte, Les Auteurs associés, Bruxelles, 1943
- Les Poids et les mesures, Les Auteurs associés, Bruxelles, 1943
- Les Corrections naturelles, Librairie Sélection, Bruxelles, 1947
- Quand l'acier fut rompu, Les Lèvres nues, Bruxelles, 1957
- Théorie de la révolution mondiale immédiate, Les Lèvres nues, Bruxelles, 1958
- À l'ombre de la proie, Daily-Bul, La Louvière, 1968
- Tout reste à dire, entretien avec Christian Bussy, Didier Devillez Éditeur, Bruxelles, 1970 ; rééd. 1997
- L'Ancre jetée dans le doute, Les Lèvres nues, Bruxelles, 1972
- Le Beau Rôle, Isy Brachot et Tom Gutt, Bruxelles, 1977
- Démêloir, Les Lèvres nues, Bruxelles, 1978
- Héraclitorismes, Les Lèvres nues, Bruxelles, 1979
- L'Activité surréaliste en Belgique (1924-1950), Bruxelles, Lebeer-Hossmann, 1979
- Figures de poupe, nouvelles brèves, Jean-Claude Simoën, Paris, 1979, 294 p. ; Didier Devillez Éditeur, Bruxelles, 1996
- Bruxelles et Gomorrhe, Les Lèvres nues, Bruxelles, 1980
- Les Fantômes du Château de cartes, Julliard, Paris, 1981
- La Marche palière, Le Temps qu'il fait, Cognac, 1982
- Le Radeau de la mémoire (souvenirs déterminés), Le-Pré-aux-Clercs, Paris, 1983, 220 p.  (ISBN 2-714-41557-1) ; Éditions de l'auteur, Bruxelles, 1988
- Le Radeau au radoub, Les Lèvres nues, Bruxelles, 1983
- Le Néné de Cléopâtre, Les Lèvres nues, Bruxelles, 1984
- Le Pont aux ânes, Lebeer-Hossmann/Les Lèvres nues, Bruxelles, 1987
- Apologies de Magritte, Didier Devillez éditeur, Bruxelles, 1994

### Réédition de revues
- Les Lèvres nues, réédition en fac-similé des douze numéros de la première série (1954-1958), augmentée par Marcel Mariën et Roger Langlais (dir.) de nombreux documents et d'un index, Plasma, coll. « Table Rase », 1978 ; rééd. Allia, 1995, 10 fascicules brochés sous emboîtage

## Expositions
- Musée de l'érotisme et de la mythologie, 1er mars 2013 - exposition des œuvres érotiques de Marcel Mariën

### Filmographie
- L'Imitation du cinéma, 1959 in Réseau social de partage